# Villamaa
Villamaa – wieś w Estonii, w prowincji Hiuma, w gminie Kõrgessaare.
W 2012 roku wieś liczyła 22 mieszkańców; w październiku 2010 – 20, w grudniu 2009 – 21.